# Lew Brown
Lew Brown (Odessa, Ucrânia, 10 de dezembro de 1893 - Nova York, 5 de fevereiro de 1958) foi um letrista de canções populares estadounidenses de origem ucraniana.
Foi especialmente gravado por ter escrito a letra da música That Old Feeling com música de Sammy Fain que pertence à banda sonora do filme Vogues de 1938 e que foi indicado ao prêmio Oscar pela melhor canção original de 1937, prêmio que recebeu Sweet Leilani interpretada por Bing Crosby no filme Waikiki Wedding.

## Biografia
Louis Brow nasceu em Odessa. Sua família emigrou para os Estados Unidos em 1898 e se estabeleceu no Bronx (Nova York).
Lev Brown foi membro da associação Tin Pan Alley, uma associação de autores, compositores e editores de Nova York, a maior associação criativa dos EUA no campo da música popular do final do século XIX e início do século XX. Lev Brown - autor ou co-autor de várias peças da Broadway